# Huernia nouhuysii
Huernia nouhuysii (лат.) — вид суккулентных растений рода Гуэрния (Huernia) семейства Кутровые (Apocynaceae), произрастающий на территории ЮАР (Лимпопо).

## Название
Родовое латинское (научное) название Huernia происходит от имени Юстина Хёрниуса (Justin Heurnius, 1587-1652), голландского врача и миссионера, первого европейца, который занимался сбором растений на мысе Доброй Надежды, Южная Африка. Благодаря его рисункам стали известны представители семейства Ластовневые (Asclepiadaceae).
Видовой латинский эпитет nouhuysii был присвоен в честь J. J. van Nouhuys (без дополнительных данных).

## Ботаническое описание
Карликовый суккулент, формирующий плотное скопление с диаметром от 100 до 500 мм. Стебли имеют длину от 15 до 60 (-200) мм и толщину 8-20 мм (без учета зубцов). Они могут быть прямостоячими или полегающими, окрашенными от серо-зеленого до пурпурного. Бугорки достигают 3-6 мм в длину, имеют раскидистую дельтовидную форму, уплощены по бокам к основанию, и соединены в (4-)5(-6) углов, обычно спирально закручены вдоль стебля. Они сужаются в толстый, твердый острый желтоватый зубец, который слегка уплощен вверху.
Соцветие состоит из 3-20 быстро развивающихся цветков (часто по 2-3 раскрытых вместе), происходящих из короткого, иногда разветвленного, широкого цветоноса длиной 3-25 мм. Цветонос поддерживает ланцетные прицветники длиной 2-5 мм. Цветоножка имеет длину 5-25 мм и толщину 1,5-2,0 мм, расширяясь к восходящей части, где держится цветок вверх или горизонтально. Чашелистики овальной формы, длиной 3-8 мм и шириной 1,5 мм у основания, заострены и слегка изогнуты к вершине.
Венчик имеет диаметр 18-25 мм и колокольчатую форму, вращающуюся, с чашевидной трубкой в центре. Снаружи он гладкий, от бледно-коричневого до телесного цвета, обычно с 1-5 приподнятыми продольными жилками по центру доли. Внутри он окрашен от кремового до белого с пурпурно-красными пятнами и концентрическими ломаными линиями, идущими от кончиков долей к основанию трубки. В трубке эти линии становятся тоньше и сливаются в неправильное пятиугольное пурпурно-красное пятно вокруг венчика. Это пятно покрыто тупоконическими, слегка уплощенными в дорзивентральном направлении беловатыми сосочками, большинство из которых выступают вокруг устья трубки. Они достигают 1 мм в длину, укорачиваются на лопастях и резко заканчиваются прямо внутри устья трубки. Часто имеется апикальная щетинка длиной менее 0,25 мм.
Трубка венчика имеет длину 5-8 мм и ширину 8-13 мм у устья, она чашевидная и слегка пятиугольная, часто несколько сужена у устья. Доли длиной 5-6 мм и шириной 7-11 мм у основания раздвигаются, с немного изогнутыми вершинами, дельтовидные и острые.
Коронка венчика имеет высоту 4-6 мм и ширину 3,0-5,5 мм, не имея прикорневой ножки. Наружные лопасти имеют длину 1-2 мм и разделены на дельтовидные дольки у вершины. Они могут быть усеченными и субквадратными, окрашены бледно-желтыми с розовым отливом и бордовым пятном у основания. Внутренние лопасти имеют длину 2,0-2,5 мм, ярко-желтые, прижаты к спинкам пыльников снизу, слегка дорзивентрально уплощены и расширены в поперечно выпуклое основание. Сверху они слегка сужены к тупой щетинистой вершине, часто красноватой.

## Распространение
Родной ареал данного вида насчитывает провинцию Лимпопо в Южной Африке. Этот сочный полукустарник преимущественно произрастает в субтропических биомах.
Растения данного вида можно найти на скалистых обнажениях из песчаника, обычно в сухих и открытых местах близ вершин гор. Они часто растут в расщелинах или между небольшими зарослями травы. Некоторые из них произрастают с Huernia whitesloaneana, в то время как другие образуют соседство с двумя видами карликового сочного колючего молочая, такими как Euphorbia aeruginosa и особенно мелкая форма Euphorbia griseola с тонким стеблем.

## Таксономия
Huernia nouhuysii I.Verd., первое упоминание в Fl. Pl. South Africa 11: t. 412 (1931).

### Синонимы
Гомотипные (основанные на одном и том же номенклатурном типе):
- Ceropegia nouhuysii (I.Verd.) Bruyns (2017)